# Murtersko more
Murtersko more je veliki morski prostor između šibenskog i zadarskog arhipelaga. Površina mu je 210 km², a najveća dubina 94 m. Na sjeveroistočnoj strani Murterskog mora je otok Murter, sa sjeverozapada, jugozapada i juga okružuju ga Kornati, a na njegovoj jugoistočnoj strani su poznati šibenski otoci Žirje, Kakan i Kaprije.
Na sredini jugoistočnog ruba Murterskog mora nalaze se Tetovišnjaci – skupina od pet otoka i jedne hridi (Tetovišnjak Veliki, Tetovišnjak Mali). Lako uočljivi i prepoznatljivi, Tetovišnjaci su dobar orijentir pri plovidbi nevelikim, ali ćudljivim Murterskim morem.
Iako je opsegom maleno, Murtersko se more ne smije podcjenjivati. Izloženo je jakim vjetrovima i naglim promjenama vjetra te jakim morskim strujama pa nautičari u njegovim vodama uvijek moraju biti oprezni.
Zabranjena je plovidba Murterskim morem teretnim brodovima iznad 500 GT i teretnim brodovima koji prevoze opasne tvari, odnsono teretnim brodovima koji nisu degazirani. Iznimno, navedeni brodovi manji od 5000 GT s ukrcanim obalnim peljarom od 1. listopada do 31. ožujka smiju ploviti tim područjem.